# HD 120642
HD 120642，又名CP-52 6787，SAO 241239、HR 5207，是一颗恒星，视星等为5.25，位于銀經312.14，銀緯8.97，其B1900.0坐标为赤經13h 45m 38.1s，赤緯-52° 8.97′ 56″。